# 대한민국 형법 제91조
대한민국 형법 제91조는 국헌문란의 정의에 관한 형법 각칙의 조문이다.
1952년 이승만 대통령의 친위 쿠데타가 발생하자 국회는 대통령이 물리력을 동원해 헌법기관을 침탈하는 것을 방지하기 위해 이 조항을 추가했다. 외국인이 한국 밖에서 이 범죄를 저지르더라도 예외적으로 처벌하고 있다

## 조문
제91조 【국헌문란의 정의】
본장에서 국헌을 문란할 목적이라 함은 다음 각호의 1에 해당함을 말한다.
① 헌법 또는 법률에 정한 절차에 의하지 아니하고 헌법 또는 법률의 기능을 소멸시키는 것.
② 헌법에 의하여 설치된 국가기관을 강압에 의하여 전복 또는 그 권능행사를 불가능하게 하는 것.

第91條(國憲紊亂의 定義)本章에서 國憲을 紊亂할 目的이라 함은 다음 各號의 1에 該當함을 말한다.
1. 憲法 또는 法律에 定한 節次에 依하지 아니하고 憲法 또는 法律의 機能을 消滅시키는 것
2. 憲法에 依하여 設置된 國家機關을 强壓에 依하여 顚覆 또는 그 權能行使를 不可能하게 하는 것

## 사례
- 헌법 제2항 언론ㆍ출판에 대한 허가나 검열ᆢ인정되지 아니한다. - 모욕죄 명예훼손죄 음란죄 등에 대하여 경찰의 행정 검열ㆍ정보통신망 이용 촉진 및 정보보호에 관한 법률에서 불법정보유통금지와 비공개 조치 의무화로 재판 등 구제절차없이 민간인에 의한 검열 규제하는 표현에 대한 전시 즉결 처분
- 헌법 제26조 2항 국가는 청원에 대하여 심사할 의무를 진다고 정하고 있으나 국회는 규칙으로 30일 이내 5만명 이상 동의를 받지 못하면 심사없이 종결한다.
- 공직선거법 제270조(선거범의 재판기간에 관한 강행규정) 선거범과 그 공범에 관한 재판은 다른 재판에 우선하여 신속히 하여야 하며, 그 판결의 선고는 제1심에서는 공소가 제기된 날부터 6월 이내에, 제2심 및 제3심에서는 전심의 판결의 선고가 있은 날부터 각각 3월 이내에 반드시 하여야 한다. <개정 2000. 2. 16.> : '~하여야 한다'는 강행 규정인데 아예 법에서 '강행규정' '반드시' 표시해도 의도적으로 심리ㆍ선고 기일을 14일 넘기고 심지어 이재명은 3년
- 형사소송법 제267조의2(집중심리) ①공판기일의 심리는 집중되어야 한다.②심리에 2일 이상이 필요한 경우에는 부득이한 사정이 없는 한 매일 계속 개정하여야 한다 ④재판장은 부득이한 사정으로 매일 계속 개정하지 못하는 경우에도 특별한 사정이 없는 한 전회의 공판기일부터 14일 이내로 다음 공판기일을 지정하여야 한다.; 부득이한 때를 일반적으로 하여 매일 심리하는 기능 무력화
- 형사소송법 제318조(당사자의 동의와 증거능력) ①검사와 피고인이 증거로 할 수 있음을 동의한 서류 또는 물건은 진정한 것으로 인정한 때에는 증거로 할 수 있다. : 윤석열 대통령 탄핵에서 헌법재판소는 피청구인이 부동의를 했는데 증거 채택
- 제318조의4(판결선고기일) ①판결의 선고는 변론을 종결한 기일에 하여야 한다. 다만 ᆢ특별한 사정이 있는 때에는 따로 선고기일을 지정할 수 있다.: 특별한 사정이 일반적으로 되어 변론 종결 기일에 선고하는 것은 없다 특히 집중 심리와 함께 노무현 정부에서 사법 개혁의 일환으로 입법된 것으로 특히 피고인 측이 법정 밖에서 판사 관계자를 접촉하여 청탁한 사례가 있다[3]
- 제318조의4 제3항 제1항 단서의 선고기일은 변론종결 후 14일 이내로 지정되어야 한다.: 심지어 대장동 개발 비리 사건은 기소 4년만에 선고하면서 변론 종결후 4개월[4]
- 대법원 앞 더불어민주당 의원 총회[5]: 국회의원이 만든 법으로 집회가 금지된 장소에서 피고인을 소환하는 재판권을 포기하도록 단체와 다중 위력으로 강요
- 2025년 권성동 국민의힘 원내대표가 형법 91조 2항, 헌법에 의해 설치된 국가기관을 강압에 의해 전복 또는 그 권능행사를 불가능하게 하는 것은 국헌문란"이라며 "이것을 실행하면 내란죄이고, 이미 이런 음모를 꾸며서 행정부를 상대로 협박하는 것 자체가 내란음모죄, 내란선동죄"라고 주장한 바가 있다.[6]

## 판례

### 국헌문란
- 국가의 정치적 기본조직자체를 불법으로 파기하는 모든 것을 말하는 것으로서 우리나라의 정치적기본조직은 말할 것도 없이 자유민주주의 정치체제라고 할 것이고, 따라서 국민주권의 원리와 국민의 기본적자유와 평등을 실질적 혹은 형식적으로 파괴하는 행위라야 곧 국헌을 문란한 경우에 해당하고, 구체적인 정부, 내각의 도괴나 라도를 외치고 혹은 그 도괴타도의 방법이 폭력에 의한 경우거나 구체적인 헌법기관인 자연인을 살해하고, 그 계승 혹은 개선을 기도하는 것은 이에 해당되지 않는다[7]

- 피고인들이 국회의사당을 병력으로 봉쇄하고 국회의원들의 출입을 금지하고 이어 상당기간 국회가 개회되지 못하였다면 이것은 헌법기관인 국회의 권능행사를 사실상 불가능하게 한 것에 해당한다. 형법 제91조에서 "권능행사를 불가능하게 한다."라고 하는 것은 그 기관을 제도적으로 영구히 폐지하는 경우만을 가리키는 것은 아니고 사실상 상당기간 기능을 제대로 할 수 없게 만드는 것을 포함한다고 해석한다. 왜냐하면 이와 같이 해석하지 않을 때에는 국회라는 제도를 영구히 폐지하거나 변경하는 혁명과 같은 사태만이 국헌문란에 해당하고 그 밖에 혁명이 아니면서 폭력적인 방법으로 국회나 다른 국가기관을 마비시키거나 외포시켜 헌법상의 입법권행사나 기타의 권한행사를 상당기간 불가능하게 하는 중대한 범죄는 이를 국헌문란이 아니라고 해야 하는 부당한 결과를 빚기 때문이다.[8]

### 헌법에 의하여 설치된 국가기관
- 헌법상 아무런 명문의 규정이 없음에도 불구하고, 국민이 헌법의 수호자로서의 지위를 가진다는 것만으로 헌법수호를 목적으로 집단을 이룬 시위국민들을 가리켜 형법 제91조 제2호에서 규정하고 있는 '헌법에 의하여 설치된 국가기관'에 해당하는 것이라고 말하기는 어렵다 할 것이다[9]

## 참고문헌
1. ↑  [https://www.pressian.com/pages/articles/2024122619542057509 헌법 91조에 따라 "대통령이 물리력 동원해 국회 침탈하면 그것이 바로 내란"
프레시안 2025-03-29]
2. ↑  대한민국 형법 제5조(외국인의 국외범)
3. ↑  누가 전화했나
4. ↑  대장동 개발 사업 배임 드디어 선고
5. ↑  이재명 파기환송ᆢ대법원 앞 긴급의총
6. ↑  권성동 "의회 쿠데타 배후엔 이재명·김어준…野 72명 내란죄 고발" 중앙일보 2025-03-29
7. ↑  대법원 1980. 5. 20. 선고 80도306 판결
8. ↑  서울고등법원 1996. 12. 16. 선고 96노1892 판결
9. ↑  대법원 1997. 4. 17. 선고 96도3376 전원합의체 판결

## 같이 보기
- 내란죄